# Najmani
Najmani, (iz mongolskega: naiman, "osem" je bilo mongolsko ime skupine ljudstev iz step Srednje Azije, ki so bila do leta 1177 podrejena Karakitajskemu kanatu. Najmani se najpogosteje uvrščajo med mongolska ljudstva. 
Ko je bil leta 1203 v bitki z Džingiskanom ubit zadnji najmanski kan Tajan, je njegov sin Kučlug z ostankom najmanske vojske pobegnil v Kara-Kitaj, kjer so ga lepo sprejeli. Poročil se je s kraljevo hčerko in kmalu zatem začel kovati zaroto proti svojemu tastu. Po tastovi usmtitvi je zasedel njegov prestol in začel preganjati muslimane iz oaze Hami. Lokalni prebivalci so se temu uprli. Kmalu po prihodu na oblast ga je porazil mongolski general Džebe in Kara-Kitaj priključil Mongolskemu cesarstvu.   
Najmani so bili kljub porazu prisotni v vseh delih Mongolskega cesarstva. Iz njihovega plemena sta bila verjetno Ögedejeva žena Töregene hatun in Hulegujev general Kitbuk, ki je padel v bitki pri Ajn Džalutu leta 1260. 

## Vera
V času Džingiskanovih osvajanji so bili Najmani večinoma nestorijanski kristjani in so takšni ostali tudi po njegovih osvajanjih. Bili so v drugem valu kristjanov, ki so s Kublajkanom prišli na Kitajsko. Najmani, ki so se naselili v zahodnih kanatih Mongolskega cesarstva, so večinoma prestopili v islam.

## Najmani danes
Med današnjimi Kozaki je več kot 400.000 Najmanov, po poreklu iz vzhodnega Kazahstana. Nekaj Najmanov se je pomešalo s Kirgizi in Uzbeki. V današnji severni Mongoliji so zelo redki.